# Michael Cannon
Michael Cannon (* 23. Juni 1991) ist ein luxemburgischer Eishockeyspieler, der seit 2014 bei Tornado Luxembourg in der vierten französischen Liga spielt.

## Karriere
Michael Cannon begann seine Karriere bei Tornado Luxembourg, wo er seither in der vierthöchsten französischen Liga, der Division 3 auf dem Eis steht. Von 2018 bis 2020 spielte er zusätzlich auch für die Leeds Gryphons in der British Universities Ice Hockey Association.

### International
Für Luxemburg nahm Cannon an den Welttitelkämpfen der Division II 2018 sowie der Division III 2019 und 2022 teil. Bei der Olympiaqualifikation für die Winterspiele 2022 in Peking vertrat er ebenfalls sein Heimatland.